# Großer Preis von Spanien 2001
Der Große Preis von Spanien 2001 (offiziell XLIII Gran Premio de España Telefónica) fand am 29. April auf dem Circuit de Catalunya in Montmeló statt und war das fünfte Rennen der Formel-1-Weltmeisterschaft 2001.

## Berichte

### Hintergrund
Nach dem Großen Preis von San Marino führten Michael Schumacher und David Coulthard in der Fahrerwertung mit zwölf Punkten vor Rubens Barrichello. In der Konstrukteurswertung führte Ferrari mit zehn Punkten vor McLaren-Mercedes und mit 28 Punkten vor Williams-BMW.
Vor dem Rennwochenende gab es zwei Fahrerwechsel: Luciano Burti wechselte von Jaguar zu Prost und ersetzte dort Gastón Mazzacane. Sein Jaguar-Cockpit übernahm Pedro de la Rosa, der in der Saison 2000 Stammpilot bei Arrows gewesen war.
Mit Mika Häkkinen (dreimal), Michael Schumacher (zweimal) und Jacques Villeneuve (einmal) traten drei ehemalige Sieger zu diesem Grand Prix an.

### Training

#### Freitagstraining
Das erste freie Training bestand aus zwei Sitzungen mit jeweils einer Dauer von einer Stunde ohne getrennte Zeitnahme. Hier fuhr Coulthard die schnellste Runde vor Eddie Irvine und Barrichello.

#### Samstagstraining
Im zweiten Training, das aus zwei 45-minütigen Sitzungen bestand, fuhr Michael Schumacher die beste Zeit, vor seinem Teamkollegen Barrichello und Coulthard.

### Qualifying
Im Qualifying war Michael Schumacher Schnellster und sicherte sich mit 1:18,201 Minuten die 36. Pole-Position seiner Karriere. Häkkinen war als Zweiter 85 Tausendstelsekunden langsamer. Dritter wurde Coulthard.

### Warm Up
Im Warm Up am Sonntagmorgen war Barrichello der schnellste Fahrer vor den McLaren-Piloten Häkkinen und Coulthard.

### Rennen
Beim Start in die Einführungsrunde blieb der McLaren von Coulthard stehen. Erst nachdem das gesamte Feld an ihm vorbeigefahren war, durfte Coulthard das Auto erneut anlassen und das Rennen vom letzten Platz aus aufnehmen.
Michael Schumacher behielt nach dem Start die Führung vor Häkkinen. Heinz-Harald Frentzen startete schlecht und verlor viele Plätze. In der ersten Kurve kam es zu einer Berührung zwischen Coulthard und Enrique Bernoldi, bei der Coulthard seinen Frontflügel verlor und Bernoldi einen Reifen beschädigte. Beide mussten daraufhin an die Box.
Nach einer Runde führte Michael Schumacher vor Häkkinen, Barrichello, Ralf Schumacher, Jarno Trulli und Juan Pablo Montoya. In den ersten Runden fuhren die beiden Führenden dem Feld davon; dahinter wurden die Abstände größer. Frentzen, der versuchte seine verlorenen Positionen wieder gutzumachen, kollidierte in der siebten Runde mit de la Rosa. Für beide Fahrer war das Rennen hiernach beendet.
In der 20. Runde drehte sich Ralf Schumacher, blieb mit seinem Wagen im Kiesbett stecken und schied aus. Zur gleichen Zeit begann die erste Phase der Boxenstopps. Montoya und Trulli, die dicht beieinander lagen, kamen gleichzeitig in die Box. Montoya wurde schneller abgefertigt und verließ die Boxengasse vor Trulli, der hinter dem noch ohne Stopp fahrenden Jean Alesi zurück auf die Strecke kam und dadurch Zeit verlor.
In Runde 23 kam Michael Schumacher zum Tanken und Reifenwechseln an die Box. Trotz des höheren Gewichts durch den zusätzlichen Treibstoff gelang es Schumacher schnellere Rundenzeiten zu fahren als Häkkinen. Als dieser fünf Runden später zu seinem ersten Boxenstopp fuhr, reichte der Vorsprung zu Schumacher nicht aus und Häkkinen war wieder Zweiter. Nach der Hälfte des Rennens führte Michael Schumacher vor Häkkinen, Barrichello, Montoya, Villeneuve und Trulli. Im weiteren Verlauf setzten sich Schumacher und Häkkinen immer weiter ab.
In Runde 44 kam Michael Schumacher zu seinem letzten Stopp an die Box und die Führung ging an Häkkinen, der seinerseits sechs Runden später an die Box kam. Dieses Mal reichte der Vorsprung zu Schumacher jedoch aus, sodass Häkkinen die Führung behielt. Währenddessen hatte Barrichello Probleme mit seinem Rennwagen. Nachdem er einmal außerhalb der Strecke war und einen unplanmäßigen Boxenstopp eingelegt hatte, beendete er das Rennen und stellte sein Fahrzeug mit einem Schaden an der Radaufhängung in der Box ab. Auch Michael Schumacher hatte Schwierigkeiten mit seinem Ferrari. Seit seinem Boxenstopp fuhr er nicht mehr so schnell wie vorher. Als Grund nannte er später starke Vibrationen. Da jedoch der Abstand zu Montoya über eine Minute betrug, kostete ihn das keine Position. Fünf Runden vor Schluss überholte Coulthard Nick Heidfeld und lag damit trotz des Starts von der letzten Position in den Punkterängen. In der letzten Runde fiel Häkkinen in Führung liegend mit Kupplungsschaden plötzlich aus, wurde jedoch aufgrund von Überrundungen noch als Neunter gewertet.
Michael Schumacher gewann vor Montoya und Villeneuve. Die restlichen Punkte gingen an Trulli, Coulthard und Heidfeld. In der Runde in den Parc fermé hielt Coulthard beim ausgeschiedenen Häkkinen an und fuhr ihn zurück ins Fahrerlager.
In der Fahrerwertung setzte sich Michael Schumacher von Coulthard ab. Dritter blieb Barrichello. In der Konstrukteurswertung bliebe die ersten drei Positionen unverändert.

## Meldeliste
| Team                        | Nr. | Fahrer                | Chassis        | Motor                 | Reifen |
| --------------------------- | --- | --------------------- | -------------- | --------------------- | ------ |
| Scuderia Ferrari Marlboro   | 01  | Michael Schumacher    | Ferrari F2001  | Ferrari 3.0 V10       | B      |
| Scuderia Ferrari Marlboro   | 02  | Rubens Barrichello    | Ferrari F2001  | Ferrari 3.0 V10       | B      |
| West McLaren Mercedes       | 03  | Mika Häkkinen         | McLaren MP4-16 | Mercedes-Benz 3.0 V10 | B      |
| West McLaren Mercedes       | 04  | David Coulthard       | McLaren MP4-16 | Mercedes-Benz 3.0 V10 | B      |
| BMW WilliamsF1 Team         | 05  | Ralf Schumacher       | Williams FW23  | BMW 3.0 V10           | M      |
| BMW WilliamsF1 Team         | 06  | Juan Pablo Montoya    | Williams FW23  | BMW 3.0 V10           | M      |
| Mild Seven Benetton Renault | 07  | Giancarlo Fisichella  | Benetton B201  | Renault 3.0 V10       | M      |
| Mild Seven Benetton Renault | 08  | Jenson Button         | Benetton B201  | Renault 3.0 V10       | M      |
| Lucky Strike BAR Honda      | 09  | Olivier Panis         | BAR 003        | Honda 3.0 V10         | B      |
| Lucky Strike BAR Honda      | 10  | Jacques Villeneuve    | BAR 003        | Honda 3.0 V10         | B      |
| B&H Jordan Honda            | 11  | Heinz-Harald Frentzen | Jordan EJ11    | Honda 3.0 V10         | B      |
| B&H Jordan Honda            | 12  | Jarno Trulli          | Jordan EJ11    | Honda 3.0 V10         | B      |
| Orange Arrows Asiatech      | 14  | Jos Verstappen        | Arrows A22     | Asiatech 3.0 V10      | B      |
| Orange Arrows Asiatech      | 15  | Enrique Bernoldi      | Arrows A22     | Asiatech 3.0 V10      | B      |
| Red Bull Sauber Petronas    | 16  | Nick Heidfeld         | Sauber C20     | Petronas 3.0 V10      | B      |
| Red Bull Sauber Petronas    | 17  | Kimi Räikkönen        | Sauber C20     | Petronas 3.0 V10      | B      |
| Jaguar Racing               | 18  | Eddie Irvine          | Jaguar R2      | Ford Cosworth 3.0 V10 | M      |
| Jaguar Racing               | 19  | Pedro de la Rosa      | Jaguar R2      | Ford Cosworth 3.0 V10 | M      |
| European Minardi F1         | 20  | Tarso Marques         | Minardi PS01   | European 3.0 V10      | M      |
| European Minardi F1         | 21  | Fernando Alonso       | Minardi PS01   | European 3.0 V10      | M      |
| Prost Acer                  | 22  | Jean Alesi            | Prost AP04     | Acer 3.0 V10          | M      |
| Prost Acer                  | 23  | Luciano Burti         | Prost AP04     | Acer 3.0 V10          | M      |

## Klassifikationen

### Qualifying
| Pos.                                                                   | Fahrer                | Konstrukteur     | Zeit     | Start |
| ---------------------------------------------------------------------- | --------------------- | ---------------- | -------- | ----- |
| 01                                                                     | Michael Schumacher    | Ferrari          | 1:18,201 | 01    |
| 02                                                                     | Mika Häkkinen         | McLaren-Mercedes | 1:18,286 | 02    |
| 03                                                                     | David Coulthard       | McLaren-Mercedes | 1:18,635 | 03    |
| 04                                                                     | Rubens Barrichello    | Ferrari          | 1:18,674 | 04    |
| 05                                                                     | Ralf Schumacher       | Williams-BMW     | 1:19,016 | 05    |
| 06                                                                     | Jarno Trulli          | Jordan-Honda     | 1:19,093 | 06    |
| 07                                                                     | Jacques Villeneuve    | BAR-Honda        | 1:19,122 | 07    |
| 08                                                                     | Heinz-Harald Frentzen | Jordan-Honda     | 1:19,150 | 08    |
| 09                                                                     | Kimi Räikkönen        | Sauber-Petronas  | 1:19,229 | 09    |
| 10                                                                     | Nick Heidfeld         | Sauber-Petronas  | 1:19,232 | 10    |
| 11                                                                     | Olivier Panis         | BAR-Honda        | 1:19,479 | 11    |
| 12                                                                     | Juan Pablo Montoya    | Williams-BMW     | 1:19,660 | 12    |
| 13                                                                     | Eddie Irvine          | Jaguar-Cosworth  | 1:20,326 | 13    |
| 14                                                                     | Luciano Burti         | Prost-Acer       | 1:20,585 | 14    |
| 15                                                                     | Jean Alesi            | Prost-Acer       | 1:20,601 | 15    |
| 16                                                                     | Enrique Bernoldi      | Arrows-Asiatech  | 1:20,696 | 16    |
| 17                                                                     | Jos Verstappen        | Arrows-Asiatech  | 1:20,737 | 17    |
| 18                                                                     | Fernando Alonso       | Minardi-European | 1:21,037 | 18    |
| 19                                                                     | Giancarlo Fisichella  | Benetton-Renault | 1:21,065 | 19    |
| 20                                                                     | Pedro de la Rosa      | Jaguar-Cosworth  | 1:21,338 | 20    |
| 21                                                                     | Jenson Button         | Benetton-Renault | 1:21,916 | 21    |
| 22                                                                     | Tarso Marques         | Minardi-European | 1:22,522 | 22    |
| 107-Prozent-Zeit: 1:23,676 min (bezogen auf Bestzeit von 1:18,201 min) |                       |                  |          |       |

### Rennen
| Pos. | Fahrer                | Konstrukteur     | Runden | Stopps | Zeit        | Start | Schnellste Runde |
| ---- | --------------------- | ---------------- | ------ | ------ | ----------- | ----- | ---------------- |
| 01   | Michael Schumacher    | Ferrari          | 65     | 2      | 1:31:03,305 | 01    | 1:21,151 (25.)   |
| 02   | Juan Pablo Montoya    | Williams-BMW     | 65     | 2      | + 40,737    | 12    | 1:22,841 (39.)   |
| 03   | Jacques Villeneuve    | BAR-Honda        | 65     | 2      | + 49,625    | 07    | 1:22,513 (22.)   |
| 04   | Jarno Trulli          | Jordan-Honda     | 65     | 2      | + 51,252    | 06    | 1:23,087 (24.)   |
| 05   | David Coulthard       | McLaren-Mercedes | 65     | 3      | + 51,615    | 03    | 1:22,091 (41.)   |
| 06   | Nick Heidfeld         | Sauber-Petronas  | 65     | 2      | + 1:01,182  | 10    | 1:22,738 (26.)   |
| 07   | Olivier Panis         | BAR-Honda        | 65     | 2      | + 1:04,976  | 11    | 1:22,475 (26.)   |
| 08   | Kimi Räikkönen        | Sauber-Petronas  | 65     | 2      | + 1:19,807  | 09    | 1:23,049 (40.)   |
| 09   | Mika Häkkinen         | McLaren-Mercedes | 64     | 2      | DNF         | 02    | 1:21,368 (49.)   |
| 10   | Jean Alesi            | Prost-Acer       | 64     | 2      | + 1 Runde   | 15    | 1:23,668 (20.)   |
| 11   | Luciano Burti         | Prost-Acer       | 64     | 2      | + 1 Runde   | 14    | 1:23,794 (23.)   |
| 12   | Jos Verstappen        | Arrows-Asiatech  | 63     | 2      | + 2 Runden  | 17    | 1:23,965 (17.)   |
| 13   | Fernando Alonso       | Minardi-European | 63     | 2      | + 2 Runden  | 18    | 1:24,423 (37.)   |
| 14   | Giancarlo Fisichella  | Benetton-Renault | 63     | 2      | + 2 Runden  | 19    | 1:25,298 (14.)   |
| 15   | Jenson Button         | Benetton-Renault | 62     | 2      | + 3 Runden  | 21    | 1:25,406 (57.)   |
| 16   | Tarso Marques         | Minardi-European | 62     | 2      | + 3 Runden  | 22    | 1:25,791 (16.)   |
| –    | Rubens Barrichello    | Ferrari          | 49     | 3      | DNF         | 04    | 1:21,720 (27.)   |
| –    | Eddie Irvine          | Jaguar-Cosworth  | 48     | 2      | DNF         | 13    | 1:22,568 (23.)   |
| –    | Ralf Schumacher       | Williams-BMW     | 20     | 0      | DNF         | 05    | 1:22,362 (19.)   |
| –    | Enrique Bernoldi      | Arrows-Asiatech  | 8      | 1      | DNF         | 16    | 1:24,740 (04.)   |
| –    | Pedro de la Rosa      | Jaguar-Cosworth  | 5      | 0      | DNF         | 20    | 1:25,932 (03.)   |
| –    | Heinz-Harald Frentzen | Jordan-Honda     | 5      | 0      | DNF         | 08    | 1:26,158 (03.)   |

## WM-Stände nach dem Rennen
Die ersten sechs des Rennens bekamen 10, 6, 4, 3, 2 bzw. 1 Punkt(e).

### Fahrerwertung
| Pos. | Fahrer                | Konstrukteur     | Punkte |
| ---- | --------------------- | ---------------- | ------ |
| 01   | Michael Schumacher    | Ferrari          | 36     |
| 02   | David Coulthard       | McLaren-Mercedes | 28     |
| 03   | Rubens Barrichello    | Ferrari          | 14     |
| 04   | Ralf Schumacher       | Williams-BMW     | 12     |
| 05   | Nick Heidfeld         | Sauber-Petronas  | 8      |
| 06   | Jarno Trulli          | Jordan-Honda     | 7      |
| 07   | Juan Pablo Montoya    | Williams-BMW     | 6      |
| 08   | Heinz-Harald Frentzen | Jordan-Honda     | 6      |
| 09   | Jacques Villeneuve    | BAR-Honda        | 4      |
| 10   | Mika Häkkinen         | McLaren-Mercedes | 4      |
| 11   | Olivier Panis         | BAR-Honda        | 3      |
| 12   | Kimi Räikkönen        | Sauber-Petronas  | 1      |

| Pos. | Fahrer               | Konstrukteur               | Punkte |
| ---- | -------------------- | -------------------------- | ------ |
| 13   | Giancarlo Fisichella | Benetton-Renault           | 1      |
| 14   | Jos Verstappen       | Arrows-Asiatech            | 0      |
| 15   | Jean Alesi           | Prost-Acer                 | 0      |
| 16   | Luciano Burti        | Jaguar-Cosworth/Prost-Acer | 0      |
| 17   | Tarso Marques        | Minardi-European           | 0      |
| 18   | Jenson Button        | Benetton-Renault           | 0      |
| 19   | Enrique Bernoldi     | Arrows-Asiatech            | 0      |
| 20   | Eddie Irvine         | Jaguar-Cosworth            | 0      |
| 21   | Fernando Alonso      | Minardi-European           | 0      |
| 22   | Gastón Mazzacane     | Prost-Acer                 | 0      |
| –    | Pedro de la Rosa     | Jaguar-Cosworth            | 0      |

### Konstrukteurswertung
| Pos. | Konstrukteur     | Punkte |
| ---- | ---------------- | ------ |
| 01   | Ferrari          | 50     |
| 02   | McLaren-Mercedes | 32     |
| 03   | Williams-BMW     | 18     |
| 04   | Jordan-Honda     | 13     |
| 05   | Sauber-Petronas  | 9      |
| 06   | BAR-Honda        | 7      |

| Pos. | Konstrukteur     | Punkte |
| ---- | ---------------- | ------ |
| 07   | Benetton-Renault | 1      |
| 08   | Arrows-Asiatech  | 0      |
| 09   | Prost-Acer       | 0      |
| 10   | Jaguar-Cosworth  | 0      |
| 11   | Minardi-European | 0      |